# Fatana Ishaq Gailani
Fatana Ishaq Gailani (Afganistan, 1954) és una activista afganesa en favor dels drets humans, especialment en els drets de la dona.
Resident en un camp de refugiats del Pakistan des de 1978 per la seva oposició primer al govern comunista i posteriorment al Talibà, el 1993 va crear el Consell de Dones Afganeses, per la qual cosa ha rebut diverses amenaces de mort del règim Talibà que durant anys ha ocupat el poder a l'Afganistan. Aquest Consell té l'objtectiu principal de proporcionar mitjans educatius i sanitaris a nens i dones afganes als camps de refugiats, informant així mateix les dones sobre els seus drets en el marc de les tradicions culturals i religioses del seu país.
El 1998 fou guardonada amb el Premi Príncep d'Astúries de Cooperació Internacional, juntament amb Fatiha Boudiaf, Rigoberta Menchú, Somaly Mam, Emma Bonino, Graça Machel i Olayinka Koso-Thomas pel seu treball, per separat, en defensa i dignificació de la dona.